# Morfin-metbromid
Morfin-metbromid (morfin metilbromid, morfin bromometilat, Morphosan), vrsta psihoaktivne droge. Morfin-metbromid te drugi derivati morfina s peterovalentnim dušikom posebice uključujući derivate morfin-N-oksida, od kojih je jedan i kodein-N-oksid uvršteni su u Hrvatskoj na temelju Zakona o suzbijanju zlouporabe drogu na Popis droga, psihotropnih tvari i biljaka iz kojih se može dobiti droga te tvari koje se mogu uporabiti za izradu droga, pod Popis droga i biljaka iz kojih se može dobiti droga, pod Droge sukladno Popisu 1. Jedinstvene konvencije UN-a o drogama iz 1961. godine.